# 上杉神社
上杉神社（うえすぎじんじゃ）是位在日本山形縣米澤市的神社。建在松岬公園（米澤城址）內，祭神是上杉謙信。舊社格為別格官幣社。1919年曾毀於火災，1923年由建築師伊東忠太重建。

## 關連項目
- 上杉氏